# Boraszyce Wielkie
Boraszyce Wielkie – wieś w Polsce położona w województwie dolnośląskim, w powiecie wołowskim, w gminie Wińsko.

## Podział administracyjny
W latach 1975–1998 miejscowość administracyjnie należała do województwa wrocławskiego.

## Nazwa
Wieś wymieniona została w staropolskiej, zlatynizowanej formie Upanica w łacińskim dokumencie wydanym w 1202 roku we Wrocławiu przez kancelarię biskupa wrocławskiego Cypriana. W księdze łacińskiej Liber fundationis episcopatus Vratislaviensis (pol. Księga uposażeń biskupstwa wrocławskiego) spisanej za czasów biskupa Henryka z Wierzbna w latach 1295–1305 miejscowość wymieniona jest w zlatynizownej formie Pantow. W języku niemieckim miejscowość nazywała się Gross Pantken.

## Demografia
Wieś według Narodowego Spisu Powszechnego (III 2011 r.) liczy 97 mieszkańców.